# Veil of Ignorance
Veil of Ignorance är det svenska hardcore-bandet Raised Fists femte studioalbum, och släpptes 7 september 2009. Inspelningen gjordes under april-maj 2009 i "Dug Out Studio" med producent Daniel Bergstrand. Första singel från albumet är Friends and Traitors till vilken även en video spelats in. En turné är planerad i samband med albumutgivningen och startar 10 september med fem datum i Australien för att sedan fortsätta i Europa under hösten.
Albumet placerade sig på 29:e plats på finska albumlistan den första veckan och på 22:a plats på Sverigetopplistan.

## Listplaceringar
| Lista (2009)       | Topposition |
| ------------------ | ----------- |
| Finska albumlistan | 29          |
| Sverigetopplistan  | 22          |

## Låtlista
1. "Friends and Traitors" – 3:13
2. "They Can't Keep Us Down" – 2:09
3. "Wounds" – 2:59
4. "Afraid" – 2:10
5. "Slipping into Coma" – 2:39
6. "City of Cold" – 3:13
7. "Volcano Is Me" – 3:33
8. "Disbelief" – 2:41
9. "My Last Day" – 3:00
10. "I Have to Pretend" – 2:38
11. "Words and Phrases" – 4:24
12. "Keeping It to Yourself" – 1:36
13. "Never Negotiate" – 3:11
14. "Out" – 4:01

## Musiker
- Marco Eronen - gitarr
- Daniel Holmberg - gitarr
- Matte Modin - trummor
- Andreas "Josse" Johansson - bas
- Alexander "Alle" Rajkovic - sång